# Efterkrigstiden

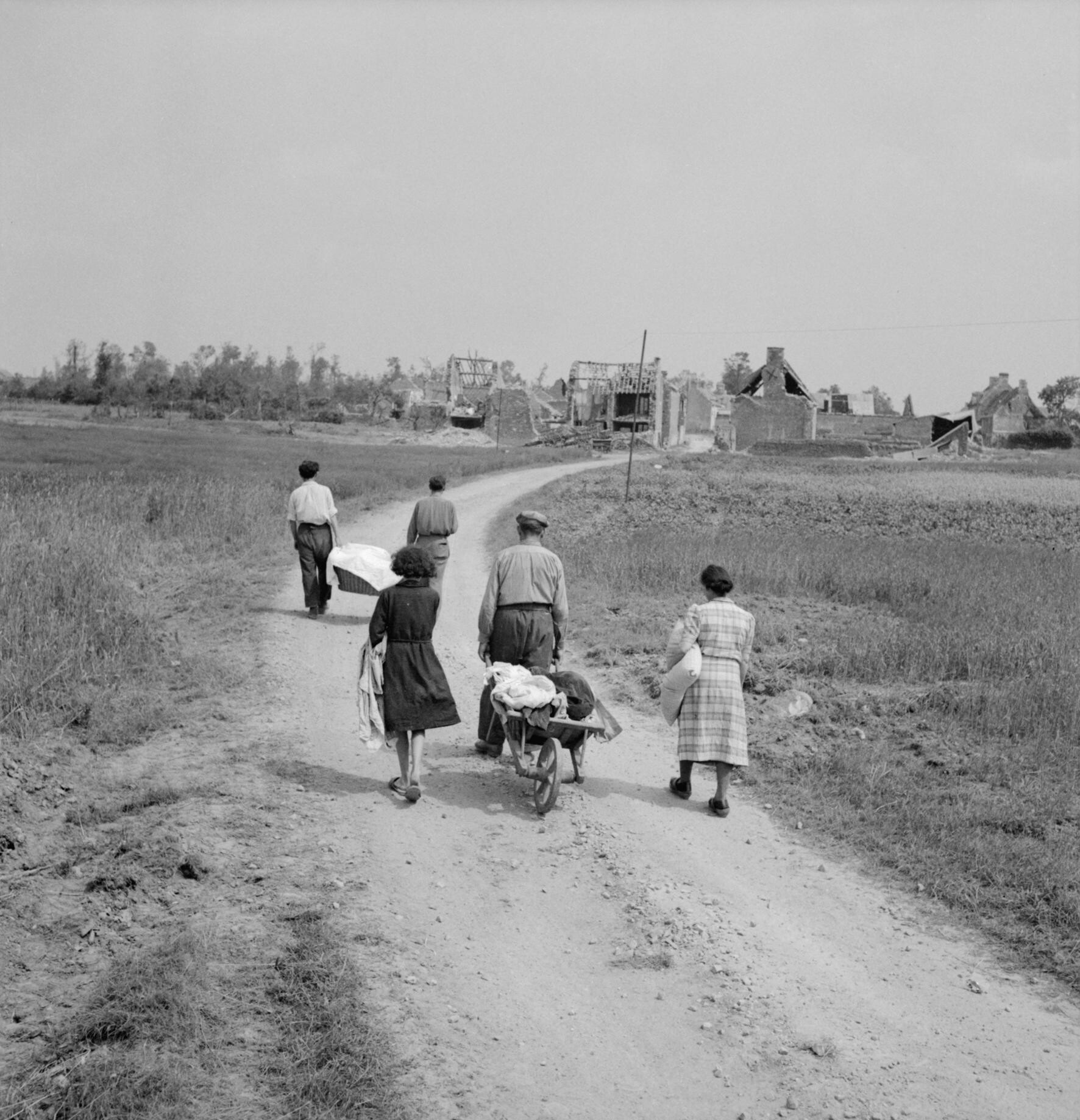
Fransk familj återvänder till sin by, Buron, nordväst om Caen i Frankrike, efter andra världskriget.

Efterkrigstiden avser vanligen tiden efter andra världskrigets slut 1945. I vissa sammanhang anses den sluta vid kalla krigets slut. Ibland betecknar ordet tiden efter ett (stort) krig i allmänhet.

## Historik

### Kalla kriget
Efterkrigstiden – tiden efter andra världskriget – utmärk(te)s av en maktkamp mellan USA och Sovjetunionen. Länderna hade helt olika sätt att se på hur samhället skulle utformas. Det blev i princip en kamp mellan systemen kapitalism och kommunism, och om vilket land som skulle ha mest inflytande i världen. Maktkampen mellan USA och Sovjetunionen kallades det kalla kriget, eftersom länderna inte öppet stred mot varandra.
I USA växte oron över att kommunismen skulle spridas västerut. Den amerikanska presidenten Harry S. Truman sa 1947 att USA måste hjälpa fria nationer som hotades av kommunismen. Det här kallades Trumandoktrinen. De sovjetiska ledarna var å sin sida rädda för angrepp västerifrån och ville ha total kontroll över sina grannländer. 1968 kom den så kallade Bresjnevdoktrinen, som innebar att alla kommunistiska stater hade rätt att ingripa om kommunismen hotades i något annat kommunistiskt land.
USA och Sovjet använde olika metoder för att bekämpa varandra. De vägrade handla med varandra och fick sina allierade att också delta i handelsbojkotter. De stängde gränser, de visade upp sin militära styrka med mera. USA och Sovjetunionen använde också propaganda som ett vapen för att övertyga människor om att det andra landet stod för det onda.

### Avslutning
I vissa sammanhang sätts likhetstecken mellan efterkrigstiden och kalla kriget. Man syftar då på att den problematik som direkt hör ihop med effekterna av andra världskriget åren runt 1990 följdes av en ny tid med nya förutsättningar.  I början av 1990-talet hade Berlinmuren rasat, Östeuropas kommunistiska stater ersatts av andra styren, Kina börjat växa fram som ekonomisk stormakt och Japan gått in i en ekonomisk nedgångsperiod. Europas (utomeuropeiska) besittningar hade i princip helt omvandlats till självständiga stater, och fenomen som Internet och industrirobotar var på väg att förändra arbetsmarknader och konsumtionsvanor i stora delar av världen.
I andra avseenden ses inte efterkrigstiden som avslutad vid någon viss tidpunkt. Enligt den modellen är efterkrigstiden ett pågående tillstånd som ännu inte ersatts av en ny era. Beteckningen efterkrigstid är då en relativ periodbeteckning, en som syftar bakåt och definieras som del av nuet. Den kan då också senare omdefinieras.

## Andra betydelser och ord
En efterkrigstid har också en allmän betydelse av tid efter ett (större) krig. Om inget större krig inträder inom en rimlig tid (då talar man om en "mellankrigstid"), förlöper efterkrigstiden tills någon annan epokgörande händelse får definiera nästa era.
En alternativ – och mer tillbakablickande – beteckning för tiden efter ett krig är efterkrigsåren. Den syftar på en viss följd av år, vilken då antas ha tagit slut och ersatts av en annan tidsperiod.